# ボルドー液

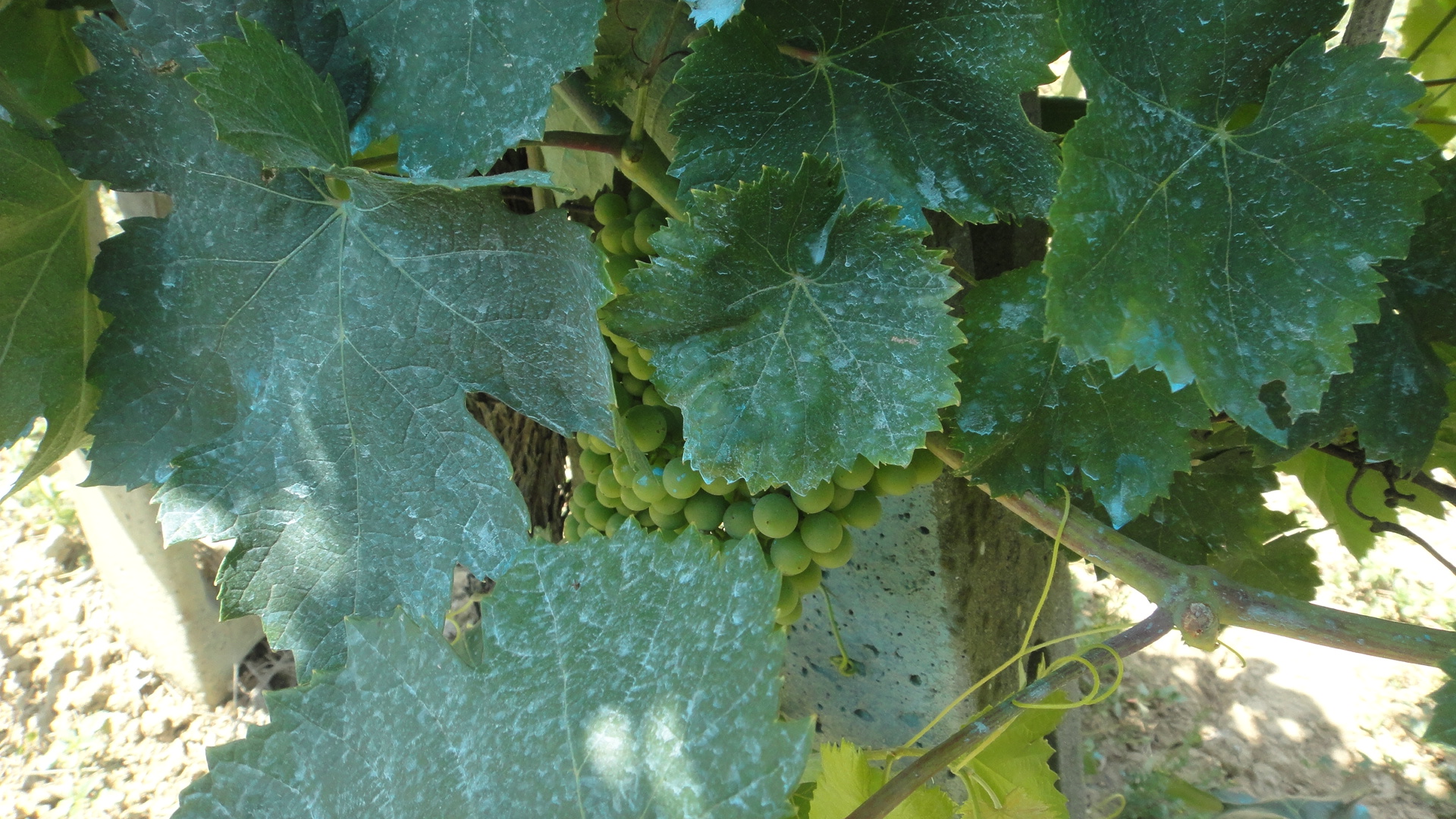
ボルドー液を散布したブドウの葉

ボルドー液（ボルドーえき、仏: Bouillie bordelaise）とは、殺菌剤として使われる硫酸銅と消石灰の混合溶液。塩基性硫酸銅カルシウムを主成分とする農薬で、果樹や野菜などの幅広い作物で使用されている。1L当たりの硫酸銅、生石灰のグラム数に基づき、“4-4式ボルドー”や“6-6式ボルドー”のように表記する場合もある。
また、ボルドー液は農林水産省が告示する『有機農産物の日本農林規格』の「別表2」で指定されており、有機農法での利用が可能である。

## 概要

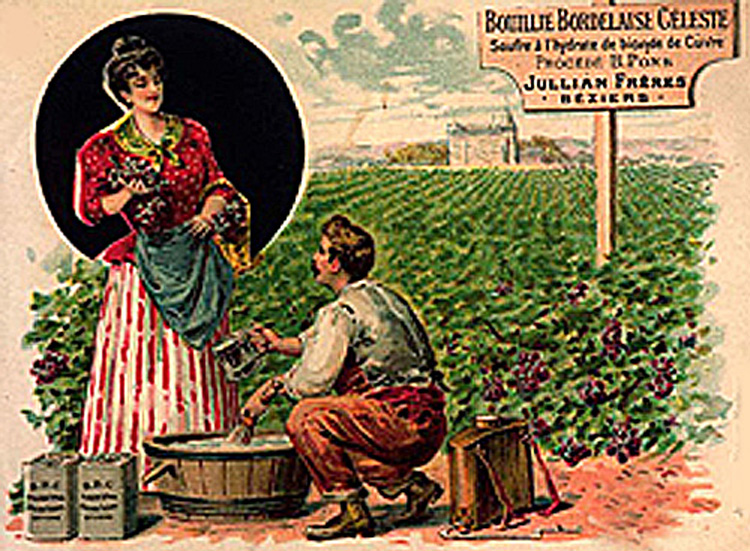
20世紀初頭のボルドー液の広告

ボルドー液は100年以上の歴史を持つ伝統的な薬剤であるが、広範囲の病害に対する優れた予防効果と残効性を持ち、しかも安価である事などから現代でも農業において欠かすことの出来ない存在である。
全登録農薬を網羅した農山漁村文化協会刊行の『農薬・防除便覧』には、塩基性硫酸銅の水和剤として、井上石灰工業のICボルドー66D、ICボルドー48Q、ICボルドー412の3種類と、日本農薬のフジドーフロアブル、Zボルドーの2種類が掲載されている。

## 効用

### 殺菌効果
ボルドー液の殺菌効果は、銅イオンがスルフヒドリル酵素を酸化する事によるチオール(SH)阻害であり、病原糸状菌のみならず病原細菌にも有効である。また、耐性菌が生まれる心配も無いとされ、効果が安定している。チャ白星病や、水稲いもち病など、長年ボルドー液が唯一の特効薬とされてきた病気も少なくなかった。

### 細菌の侵入防止効果
ボルドー液はその優れた残効性から、葉や果実の表面を覆い植物の内部への病原菌などの侵入を防止する効果も有している。

### 植物の活性化・抵抗性向上効果
こうした細菌等に対する効果の他にも、銅イオンがエチレン受容体に配位されることで植物ホルモンの一種であるエチレンが機能することから、植物そのものを活性化する作用もあるとされる。また、銅にはエリシターとしてファイトアレキシンを誘導する効果、つまり植物の免疫機構を活性化する効果も認められている。

### 害虫防除効果
更に、ナメクジやカタツムリなどは銅イオンを忌避する事が研究で明らかになっており、これらの防除効果も期待できる。

## 歴史
- 1882年 ボルドー大学の植物学教授であったミラルデがメドック地方の葡萄園で、盗難対策に硫酸銅と石灰を混ぜた溶液を散布した街道沿いのブドウには当時流行していたべと病の被害がない事を発見する[15]。
- 1883年から1884年 ミラルデが硫酸銅や石灰などを様々な配合でブドウに集中散布する実験を行う[16]。
- 1885年 ミラルデが『農業実践ジャーナル』にウリッセ・ガイオン（フランス語版）と共著で「石灰と硫酸銅の混合液によるべと病の治療」と題した論文を掲載[17]。
- 1892年 小島銀吉が『実用教育農業全書』の第9編として「作物病害編」を出版[18]。その中で、日本で初めてボルドー液が紹介される[19]。
- 1893年 スイスの植物学者、カール・ネーゲリが銅の殺菌作用を発見する[20]。
- 1897年 茨城県の葡萄園で、日本で初めてボルドー液が使用される[21]。
- 1985年 フランスのボルドー市で「ボルドー液100年祭」が開催される[22]。

## 調製
一般的な調製方法の例として、大阪府環境農林水産部農政室推進課病害虫防除グループによるボルドー液の調整法を以下に示す。
- 生石灰を消化し、10 - 20%の水で乳化する。
- 硫酸銅を砕いて、80 - 90%の水に溶かす。
- 石灰乳を混ぜながら、硫酸銅を注いでいく。

このようにボルドー液は、使用する前に“庭先混合”と呼ばれる煩雑な調整作業を必要とするが、ICボルドーのように事前に調整が完了しており、水で薄めるだけで使用できる商品も存在する。

## 危険性
ボルドー液に使われる硫酸銅は劇物に指定されているが、ボルドー液自体の安全性は高く、収穫物に残留するレベルの量ではヒトへの危険性はない。ボルドー液のような無機銅農薬を使用した農産物は、日本農林規格(JAS)において「有機農産物」の表示が認められている。
ただし、硫酸銅は水棲生物（魚類、甲殻類、藻類）に強い毒性を有するため、ボルドー液が河川、湖沼、養殖池および海域に飛散、流入しないよう注意が必要となる。
また、生石灰は水と発熱反応するほか、石灰が皮膚や眼に直接触れると、汗や涙と反応して化学熱傷の原因になる。また、作物の種類や不適切な混用などによっては、作物に汚損などの薬害を起こす場合もある。そのため、ボルドー液の使用に際しては、適切な装備と適切な用法を心掛ける必要がある。
かつてはボルドー液に酢酸フェニル水銀やリン酸エチル水銀などを配合した水銀ボルドー液が使用された時代もあった。これは銅化合物の予防的効果に有機水銀の即効的な殺菌効果を付加したものであったが、水銀が人体へ与える危険性が広まるにつれて使用されることは無くなった。